# باشگاه فوتبال نورث‌همپتون اسپنسر
باشگاه فوتبال نورث‌همپتون اسپنسر (به انگلیسی: Northampton Spencer Football Club) یک باشگاه فوتبال در شهر نورث‌همپتون، کشور انگلستان است که در سال ۱۹۳۶ میلادی تأسیس شده‌است.